# Ortiga gran
L'ortiga grossa o ortiga verda (Urtica dioica) és una planta herbàcia de la família de les urticàcies. És una planta cosmopolita; el seu nom prové del llatí, urere = "cremar", referint-se als pèls urticants de la planta. La seva distribució és molt àmplia, apareix en punts molt concrets a causa de les necessitats de nitrogen, és una planta nitròfila. Es diu que segueix l'home i el bestiar: és freqüent en marges de camins i parets de pedra, corrals, terrenys de pastura, horts, etc. Pertany al grup de plantes que generalment anomenem ortigues, i n'és un dels exemples més coneguts; sovint s'anomena simplement ortiga, però té alguns noms populars catalans com estrígol, estríjol, herba de cec, ortiga grossa, picamans, picamoros, guardians (El Comtat), ordiga, xordiga (Andorra) o estrigal (Andorra).
Tota la planta s'empra per les seves propietats nutritives i medicinals; podria tractar-se d'un nutracèutic.

## Morfologia

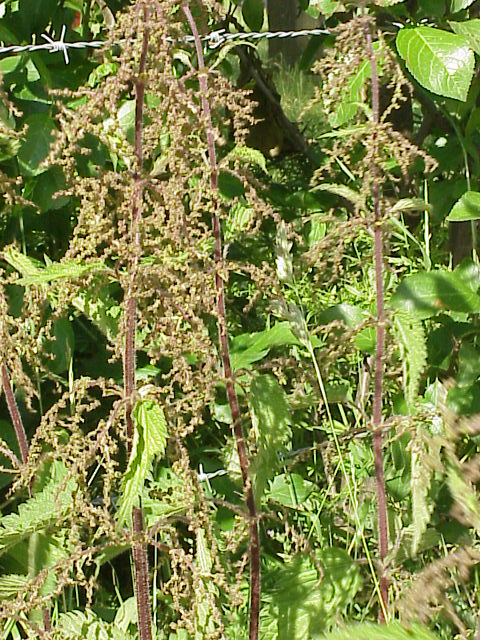
Exemplars adults de Urtica dioica.

És un hemicriptòfit en forma d'herba perenne que pot assolir 1,5 metres d'alçària, però que sol créixer entre 0,5 i 1 metres.
La tija és entre rogenca i groguenca, herbàcia, erecta, de secció quadrangular. És simple o poc ramificada i buida en els nusos, d'on surten els parells de fulles, oposades i clarament estipulades, ovato-lanceolades, serrades, agudes a l'àpex, herbàcies, peciolades, de color verd fosc, força grans (de 4 a 15 cm de longitud). Tiges i fulles estan recobertes de pèls urticants. L'arrel és fasciculada.
Aquests pèls són glandulars i tenen forma d'ampolla. Les parets són de sílice, i al cap té una estructura de carbonat càlcic; aquesta discontinuïtat, esbiaixada, fa que es trenquin fàcilment i surti el líquid que hi és contingut a pressió i que conté àcid fòrmic, histamina i serotonina entre d'altres; a causa de la forma del tall en agulla, penetra a la pell (fins i tot pot penetra teles fines.
Es tracta, d'una espècie dioica (encara que hi poden existir espècies monoiques, rarament), amb les inflorescències d'un verd groguenc o blanquinós, poc cridaneres, de fins a 10 cm, als peus masculins la inflorescència és en espiga laxe, més alts, a diferència dels femenins que són més baixos. La flor té un periant monoclamidi, amb quatre tèpals verds i quatre estams (els estams es diuen "seismonàstics" perquè estan corbats cap avall i en madurar escampa el pol·len de forma explosiva) en la flor masculina o androceu. I el gineceu o flor femenina té un ovari súper, bicarpel·lar i un estigma sèssil. La pol·linització és anemòfila; el fruit és en aqueni, d'un color verd oliva, ovoide-el·líptic i menut (1x0.7~0.9 mm).

## Ecologia
Es tracta d'una espècie cosmopolita, que pot habitar sòls nitrogenats i humits en una gran varietat d'alçades: des del nivell del mar fins a 2.000-2.500 metres. Al Principat, es distribueix als Pirineus i a muntanyes de clima humit i empobrit, i barrejat amb els altres espècies arriba fins a les muntanyes meridionals del País Valencià; se'n poden veure les flors entre el maig i el setembre, si bé aquestes no són gaire cridaneres.
Tot i ser originària de l'Àsia i Europa, creix en regions altes i humides que van des del Japó fins als Andes dels continents asiàtic Àsia-temperada i Àsia-tropical, europeu per tot el continent i americà sobretot al nord. En la península Ibèrica es troba a totes les regions llevat a les zones més seques de la part sud-est d'Andalusia.
És molt ufana en la serralada Cantàbrica.

## Subespècies

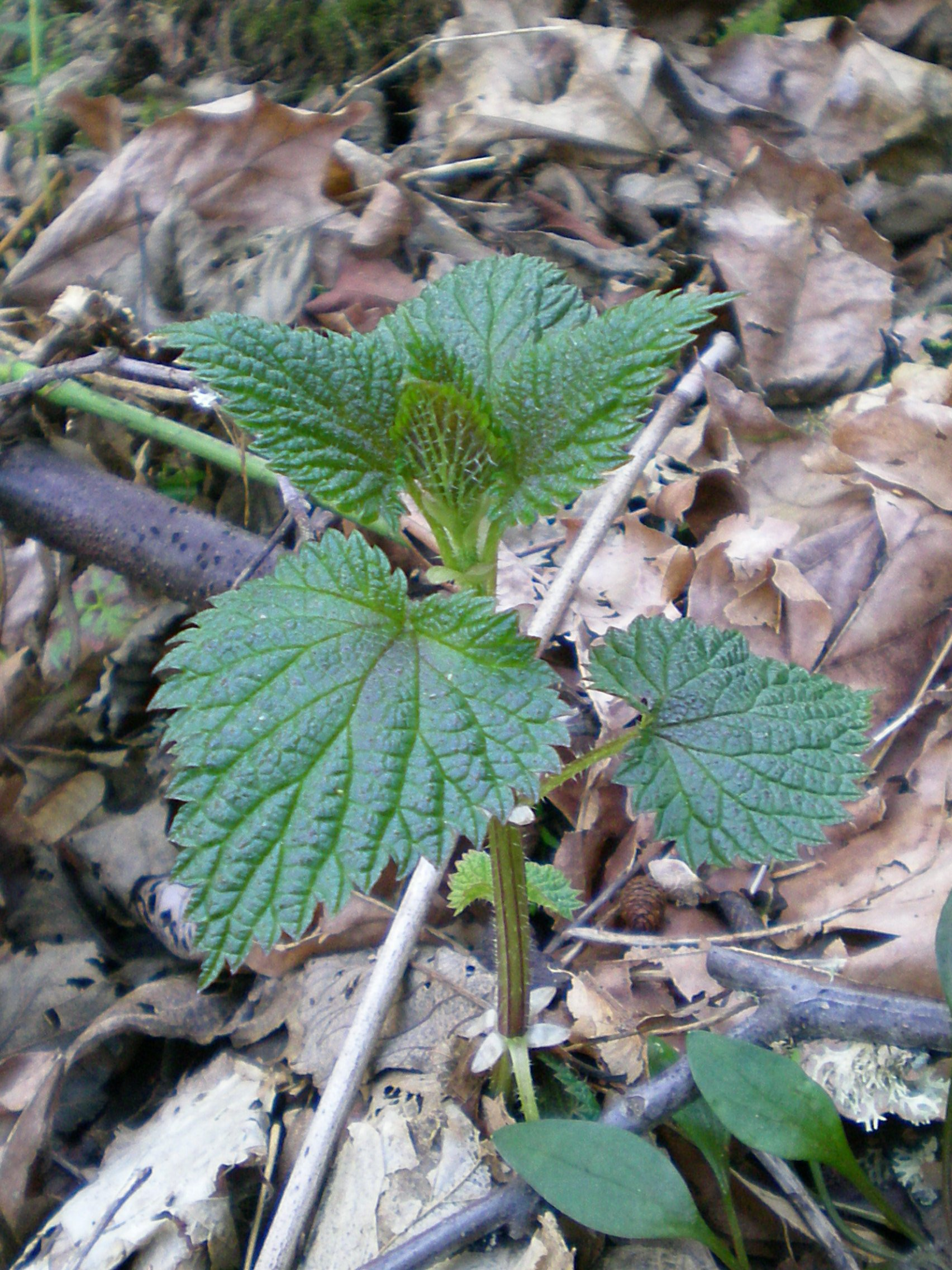
Un brot jove

Hi ha 5 subespècies, cadascuna d'una regió diferent:
- U. dioica subsp. dioica : a Europa, Àsia i Àfrica del nord. És l'única subespècie que es pot trobar als Països Catalans.
- U. dioica subsp. afghanica: Àsia occidental i central.
- U. dioica subsp. gansuensis: Àsia oriental
- U. dioica subsp. gracilis: Amèrica del Nord
- U. dioica subsp. holoserica: Amèrica del Nord

## Història
L'ortiga gran és una espècie amb unes fulles ja citades en els tractats medievals com a remei en els estats associats a un dèficit en la diüresi. Tanmateix, des de fa uns vint anys, les seves parts subterrànies (arrel i rizomes) són objecte d'interès en el tractament de la hiperplàsia benigna de pròstata (HBP), tal com han posat de manifest els nombrosos treballs d'investigació realitzats sobre elles. Aquestes investigacions han permès accedir al coneixement dels seus principis actius més importants i a la seva actuació sobre alguns dels factors implicats en l'aparició de l'HBP. D'altra banda, els més recents assaigs clínics realitzats amb extractes normalitzats d'ortiga indiquen un efecte positiu sobre els símptomes urinaris associats a l'HBP. A això s'hi afegeix la gran tolerància cap als preparats elaborats amb les parts subterrànies, ja que en assajos a sis mesos només un 0,7 per cent dels pacients va mostrar efectes secundaris, d'escassa gravetat en tots els casos.

## Farmacologia
Actualment no existeix cap especialitat farmacològica d’Urtica dioica

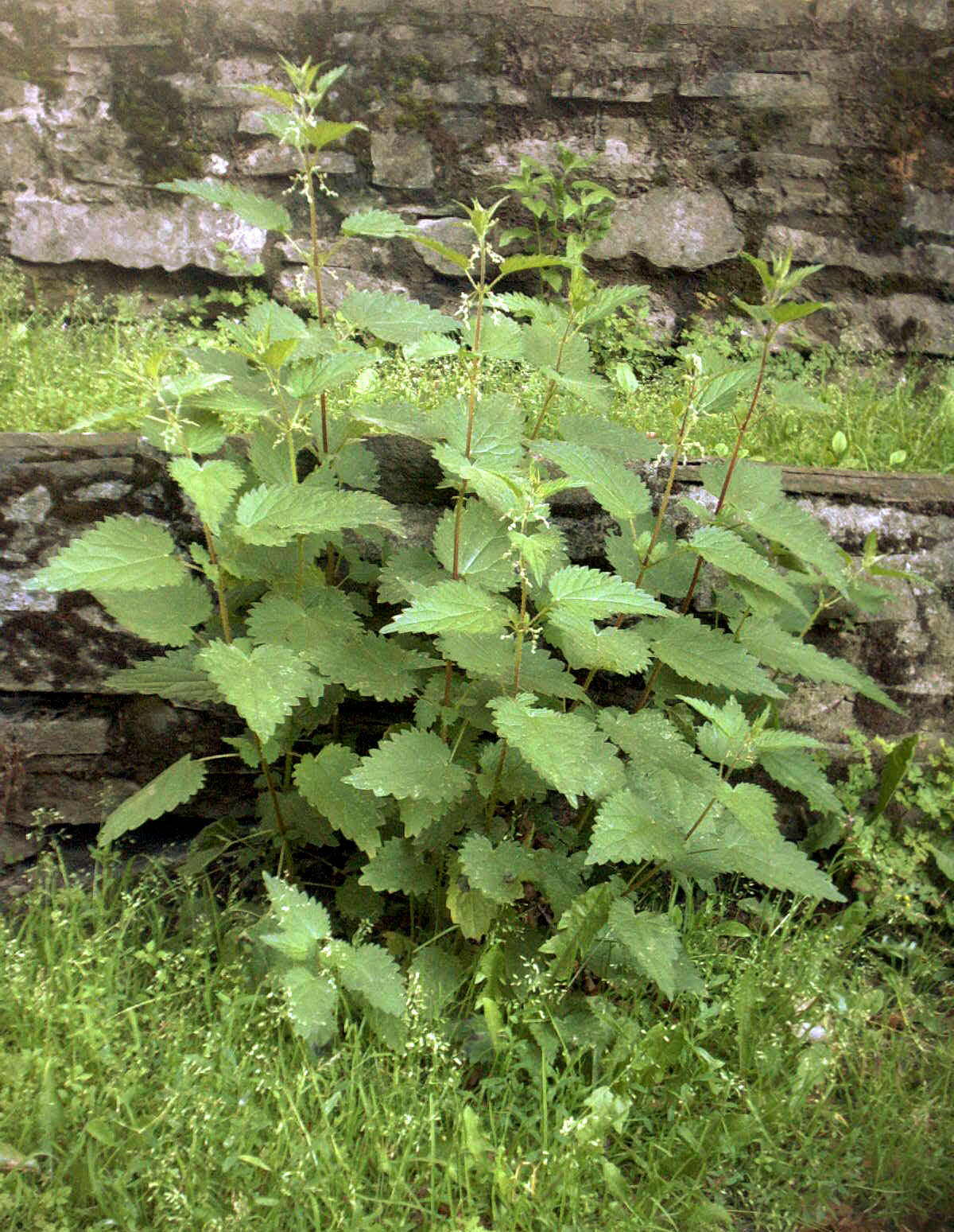
Creixement típic d'una ortiga al costat d'un mur

### Part utilitzada
Les fulles i en menor mesura l'arrel i rizoma, i la llavor.
Composició química
- Flavonoides
- Olis essencials: ric en cetones(38%), èsters (14%) i alcohols lliures(2%).
- Àcids fenòlics
- Tanins
- Sals minerals
- Carotens: beta carotè(2,95%), xantòfils, xantòfila epòxid, viola-xantina.
- Esteroides i alcaloides
- Amines
- Vitamines: A, B2, C, K1, àcids fòlic, pantotènic, fòrmic: causant de la irritació cutània majoritàriament,
- Polisacàrids (mucílag)
- Lectines
- Monoterpens i triterpens

Els pels urticants contenen acetilcolina, histamina, colina, àcid acètic, i fòrmic.
Conté una notable quantitat de clorofil·la (10-60% de la planta seca), així com una gran quantitat de nitrats i sals de ferro (l'ortiga capta molt bé el ferro).

### Usos medicinals
Usos aprovats per la Comissió E del Ministeri de Salut alemany:
- Infeccions genitourinàries
- Càlculs renals.
- Càlculs urinaris
- Hiperplàsia prostàtica benigna[5]

- Artritis
- Artràlgies
- Oligúria
- Dermatitis, lesions cutànies i úlceres a la pell.

S'utilitza també en tractaments de gota(malaltia), reumatisme i diabetis.
Exerceix un efecte estimulant de les secrecions gàstrica, biliar, pancreàtica i intestinal.

#### Usos tradicionals
- Retencions urinàries
- Acne
- Lumbàlgies
- Hemorroides
- Desodorant i colorant (degut als alts continguts en clorofil·la

A més, és molt nutritiva per la seva composició, i es fa servir per alimentar el bestiar o per alimentació humana. En aquest cas el que es fa és bullir la planta diverses vegades canviant-ne l'aigua, per així treure'n la part ortigant.
L'efecte hemostàtic contra hemorràgies cutànies és elevat. S'utilitza en dietes de persones anèmiques pel gran contingut de sals de ferro.

### Accions farmacològiques

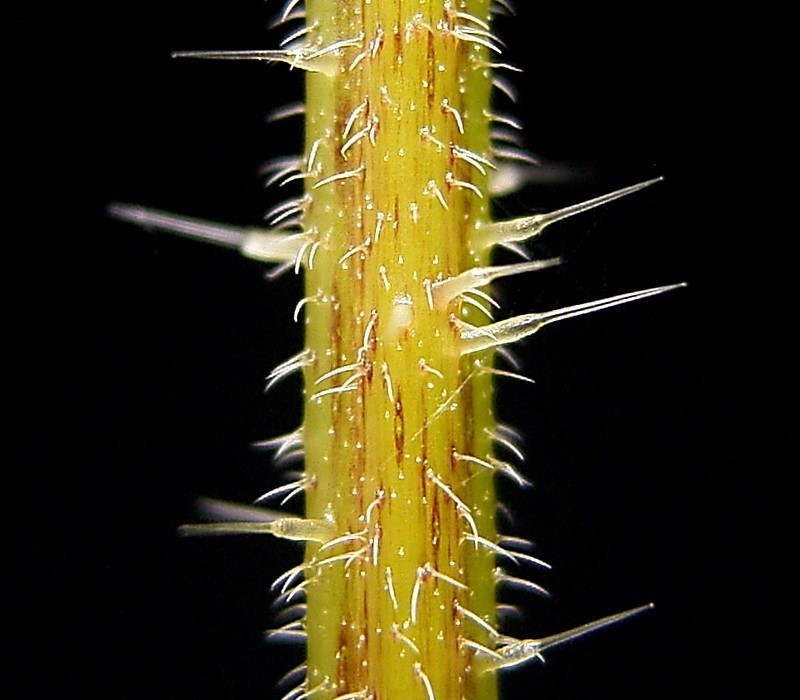
Vista augmentada dels pèls defensius de les ortigues grans

- És un bon diürètic, per la presència de sals minerals i clorofil·la, i un bon antiadenoma prostàtic.
- Per ser urticant, és un bon rubefaent.
- És també astringent, pels tanins que conté.
- Pot ser també utilitzat com a analgèsic, antireumàtic, colagog, colerètic i se li ha atribuït accions, galactògenes, antiateroscleròtiques, reconstituents...

### Toxicitat
Rarament, provoca reaccions a l'aparell digestiu, amb astràlgies i úlcera pèptica. És freqüent que causi dermatitis per contacte, però no s'ha observat mai que en provoqui per ingestió. Una ingesta excessiva de llavors pot tenir un dràstic efecte purgant i pot provocar una sensació urent, a la pell i edemes, i no es recomana per la gran quantitat de nitrats. S'evita el seu ús en edemes causats per insuficiència hepàtica; en el seu ús com a tintura en alcohòlics desintoxicats i infants menors de 2 anys; en el seu ús com a diürètic en pacients amb hipertensió arterial, cardiopaties i/o insuficiència renal.

### Contraindicacions
D'acord amb les accions farmacològiques i toxicitat descrits per a l'ortiga, el seu ús excessiu pot interaccionar amb tractaments per a la diabetis, a la hipertensió o la hipotensió arterial, i pot potenciar els efectes de fàrmacs depressors del SNC. S'ha descrit irritació gastrointestinal. Es diu que l'ortiga és abortiva i que afecta el cicle menstrual, perquè no es recomana prendre-la durant embaràs.

## Gastronomia

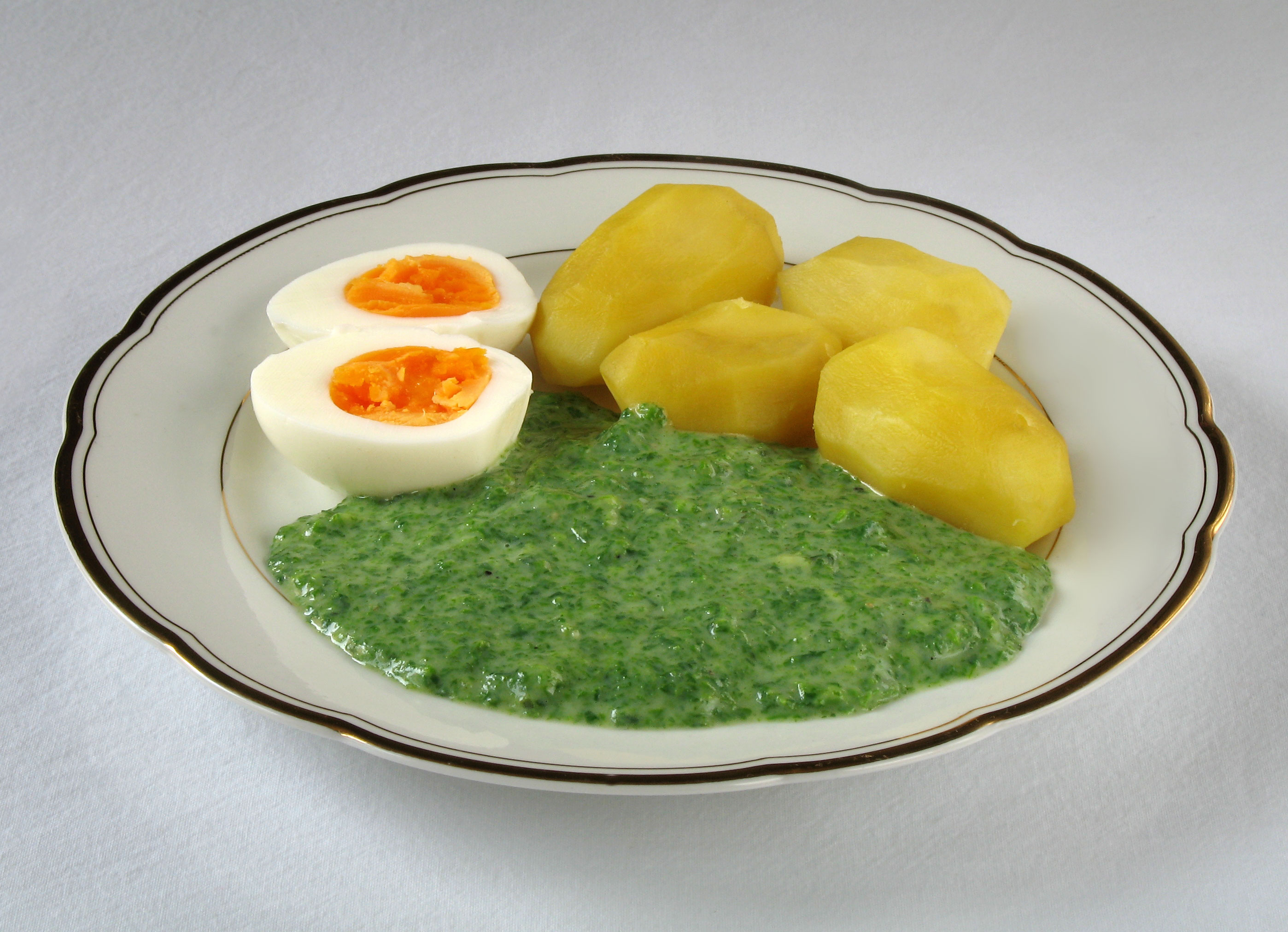
Crema d'ortigues amb patates i ou

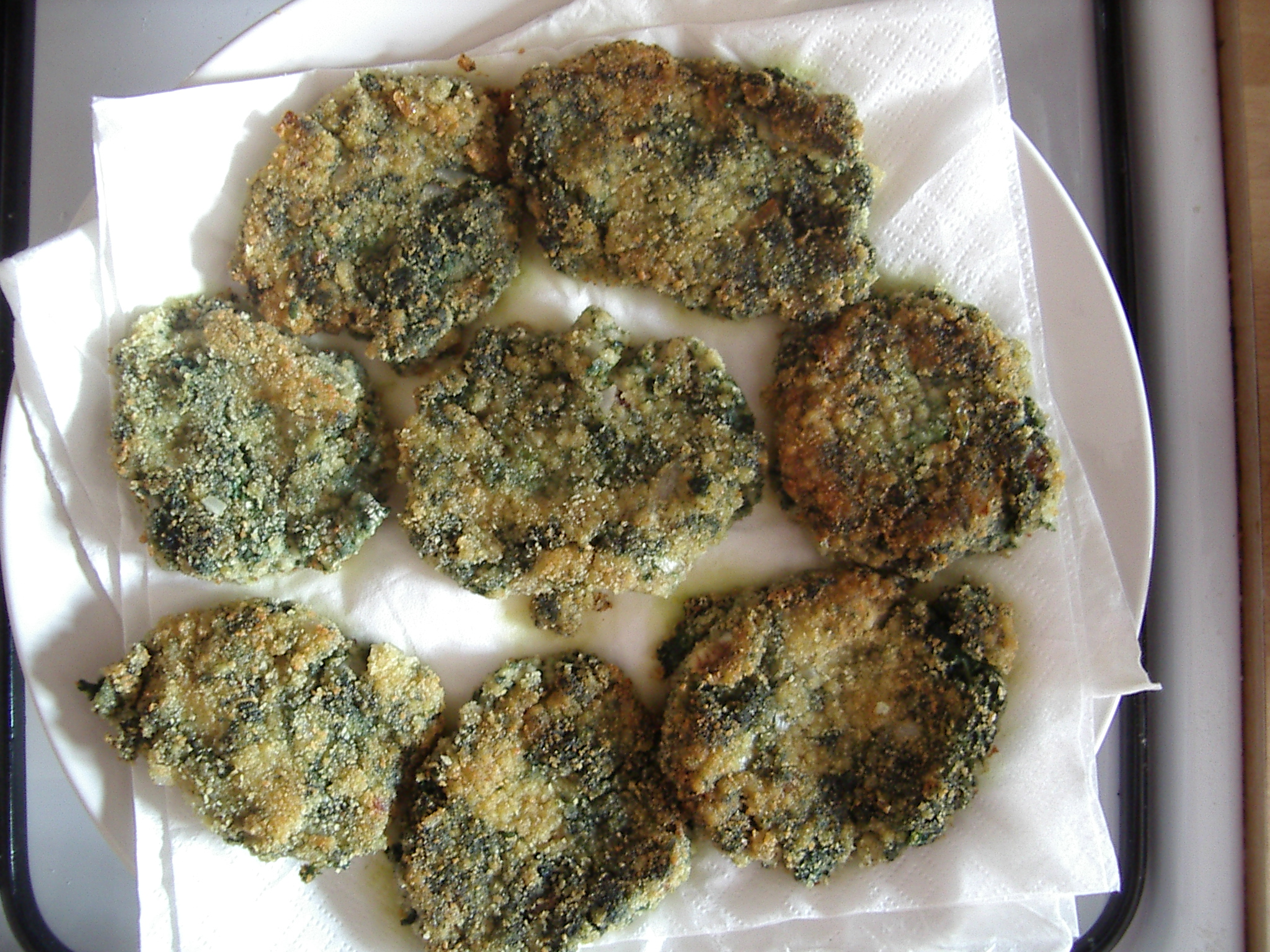
Bunyols d'ortigues i mill

La fulla de l'ortiga es pot fer servir com a hortalissa de la mateixa manera que els espinacs. Molt comuna i abundant, durant els temps difícils de guerres i penúries, l'ortiga constituïa una bona verdura d'emergència en molts llocs d'Europa des de l'edat mitjana. En períodes d'abundància però, la gent preferix altres verdures considerades més refinades. Contràriament al que hom creu generalment, segons el cuiner basc Karlos Arguiñano, si les ortigues estan ben preparades poden constituir un plat molt fi.
Per evitar irritacions de la pell es poden recollir les ortigues amb simples fulls de diari. Per rentar-les i separar les fulles calen guants de goma. Una vegada bullides perden les punxes irritants.
Es poden menjar en Sopes o cremes També es poden menjar fregides en forma de beignets o arrebossades.
Els brots tendres d'ortiga també es poden menjar en forma d'amanida.
En dietes per aprimar-se les infusions i sucs d'ortigues ajuden a estimular l'activitat diürètica.
- Decocció: 1,5g per tassa, Decocció breu de 5 min. per via externa, s'utilitza la decocció al 5%(50g/l).
- Pols d'arrel i fulles: 1-2,5 g
- Suc d'ortiga fresca: una cullerada sopera diària, durant 4-6 setmanes.[4]

## Recol·lecció
Es recull la planta sencera. Depenent de l'ús al qual estigui destinada pot fer-se servir seca o acabada de recollir.
En fitoteràpia, els naturistes aconsellen recol·lectar les summitats florides (herba urticae), o simplement les fulles (folium urticae) de les tiges joves. Per a dur la recol·lecció a bon port, es procedeix abans de la floració, i l'assecament es duu a terme tan de pressa com sigui possible.
Amb fins medicinals es recull en els mesos que van del maig a l'agost, tot i que també es podria recollir la resta de l'any. Amb fins alimentaris, es recol·lecta en qualsevol període.
Pel seu poder urticant es recol·lecta amb guants i es tallen les tiges joves i sanes. Les arrels es recol·lecten en primavera (cap al març) i la tardor (cap al novembre). Abans de l'aparició de les flors, la planta és més tendra. Les fulles velles se separen a causa de la seva major capacitat irritant.

### Conservació
Per a conservar-la, la planta s'asseca ben estesa a l'ombra. Un cop seca es guarden només les fulles. Es posen a assecar en un lloc ben ventilat. Un cop seques deixarà de tenir un poder urticant, i es podran triturar per a la seva conservació. D'aquesta manera es pot continuar gaudint dels seus beneficis en hivern, moment en què no és possible de trobar-les fresques.

## Aforisme
- L'ortiga em picà que la sang netejant anà.

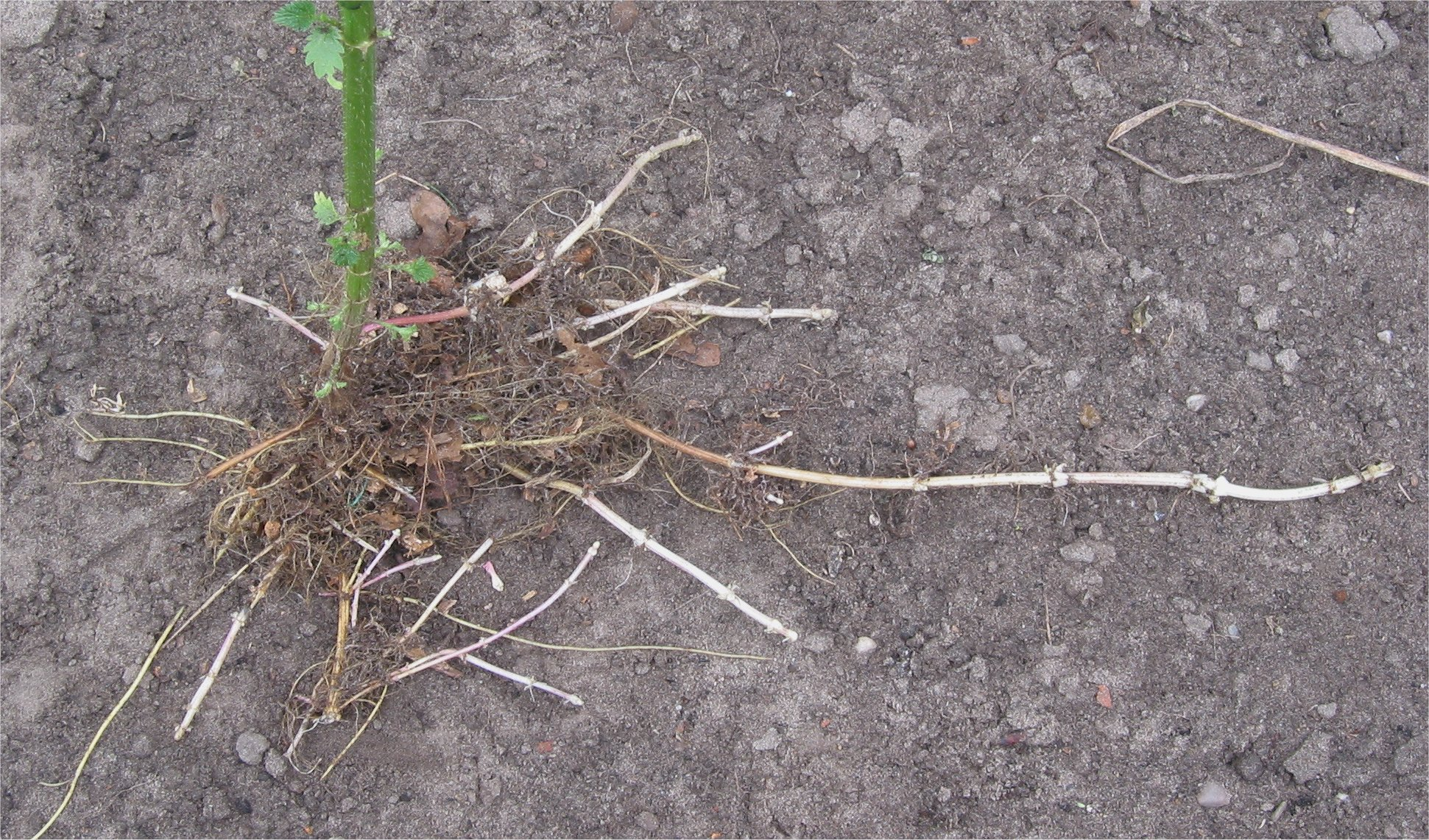
Rizoma
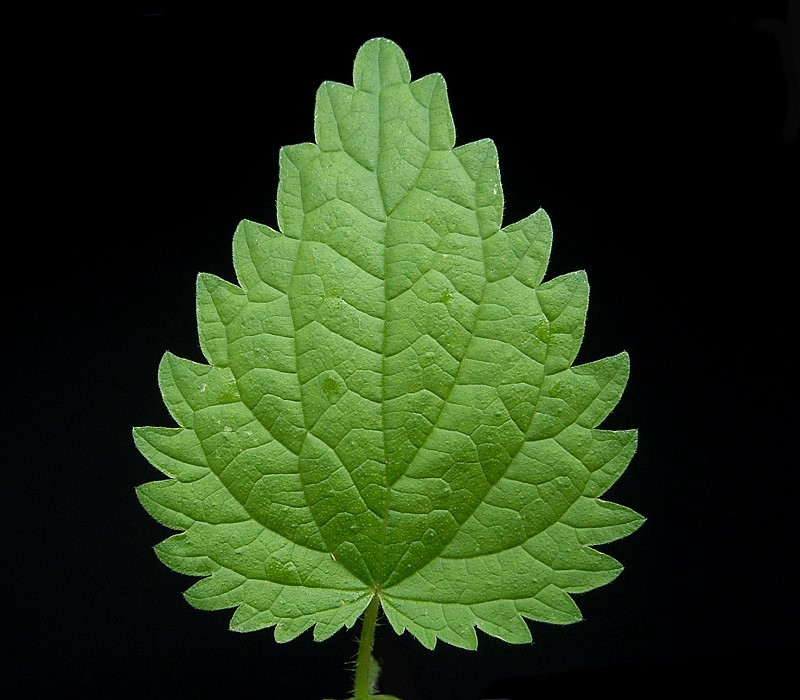
Fulles
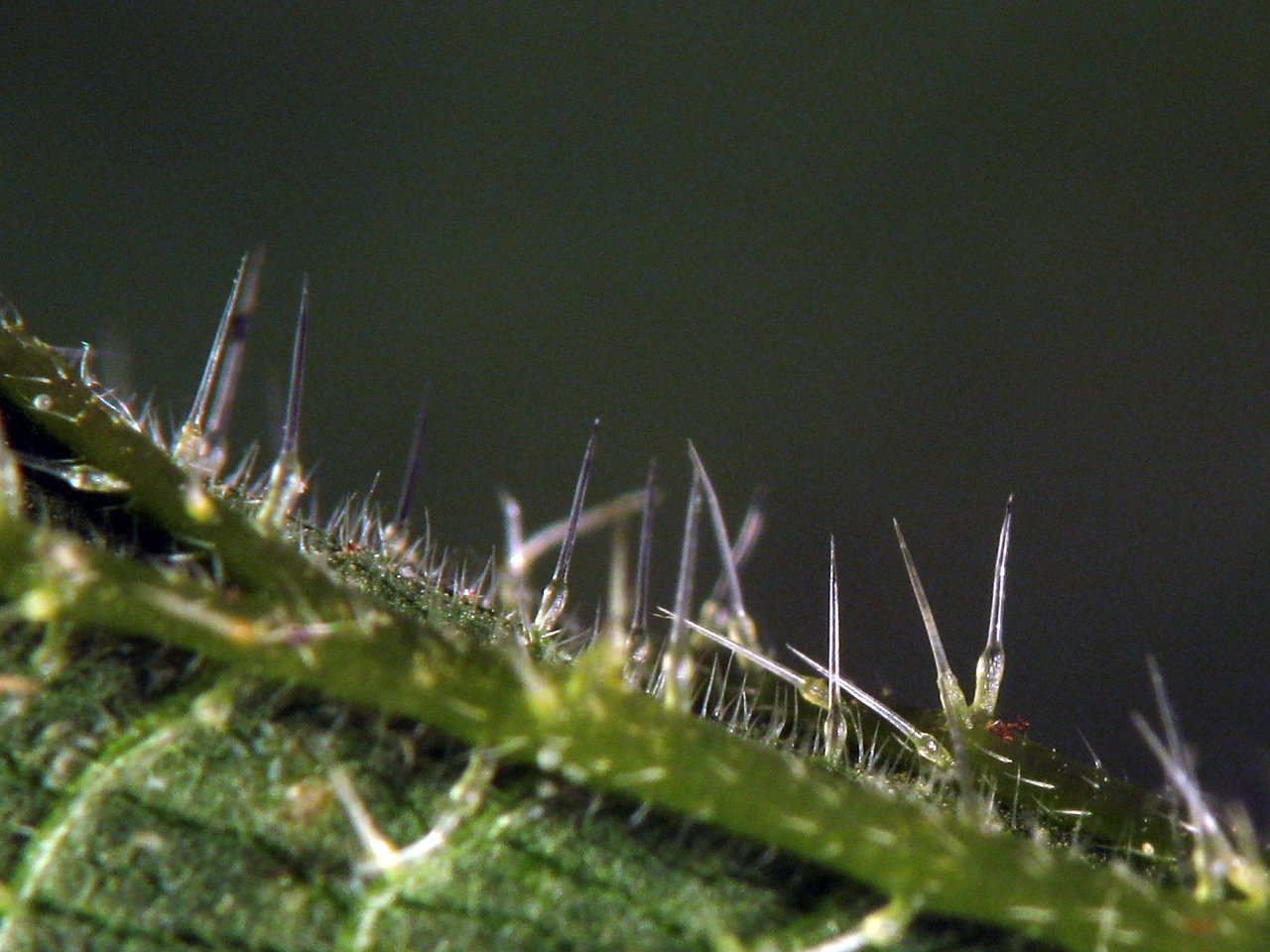
Pèls urticants
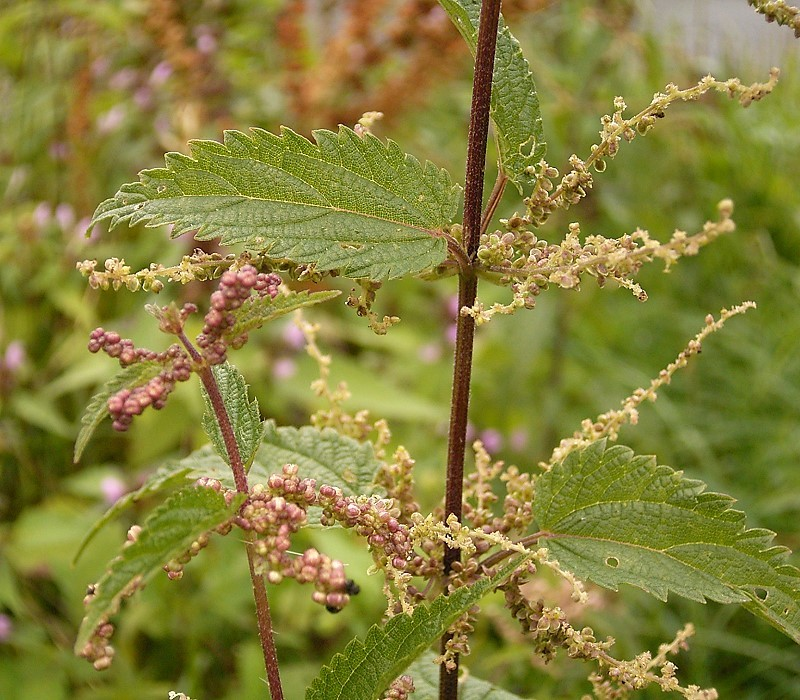
Inflorescència
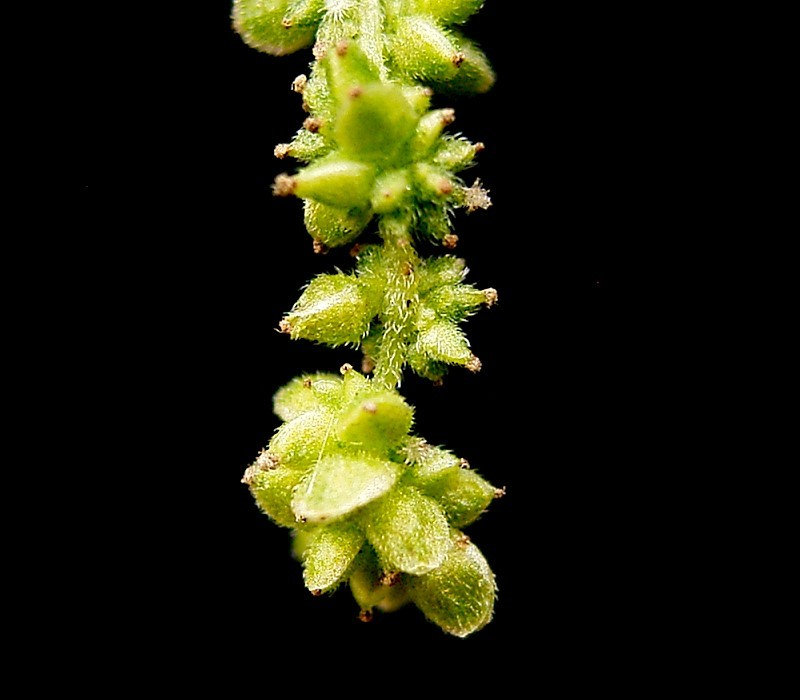
Fruit
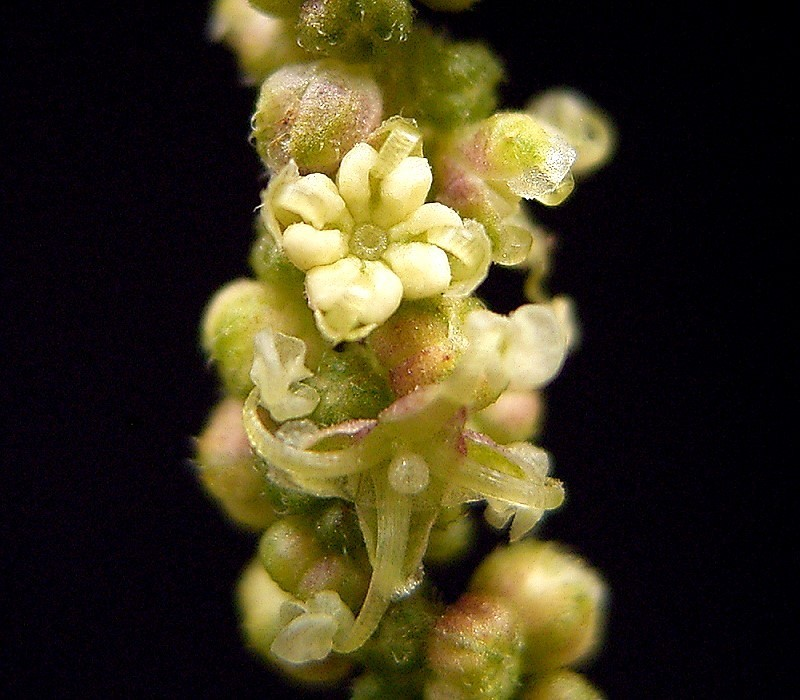
Flor masculina
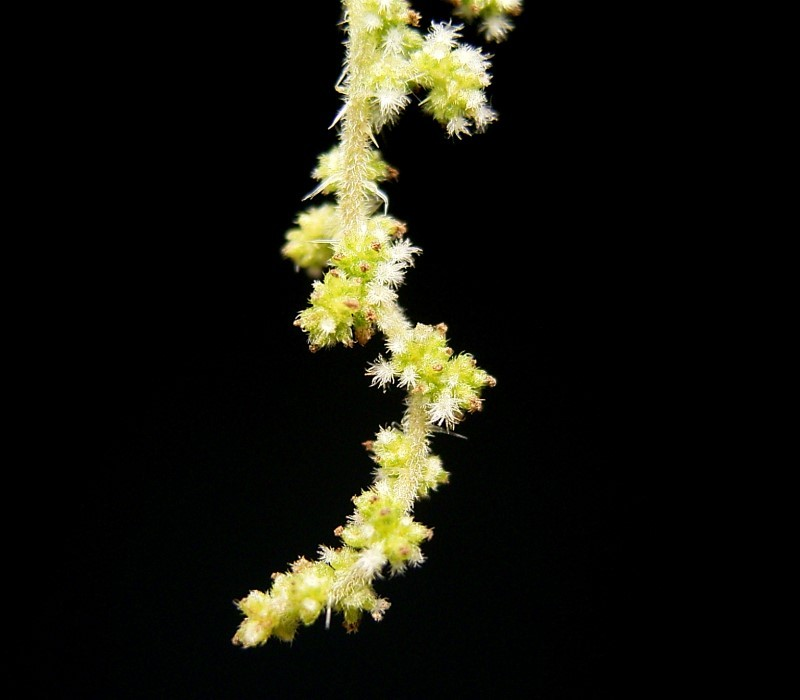
Flor femenina